# Lago Husemersee
O Lago Husemersee É um lago localizado no município de Ossingen no cantão de Zurique na Suíça. Este lago tem uma superfície de 8 ha.